# دانیله لیوتی
دانیله لیوتی (ایتالیایی: Daniele Liotti؛ زادهٔ ۱ آوریل ۱۹۷۱) بازیگر اهل ایتالیا است.
از فیلم‌ها یا برنامه‌های تلویزیونی که وی در آن نقش داشته‌است، می‌توان به ببخشید اگر عشق صدایت می‌زنم، پرس و جو، عشق دیوانه‌وار و سنگ‌ها اشاره کرد.